# Aria (Software)
Aria ist ein freier (GNU General Public License) Download-Manager/-Beschleuniger für unixoide Betriebssysteme wie Linux oder BSD.
Das Programm ist mehrsprachig und verwendet GTK+ zur Darstellung der grafischen Benutzeroberfläche. Es unterstützt die Protokolle HTTP, HTTPS, FTP und SFTP. Die aktuelle Weiterentwicklung Aria2 unterstützt auch BitTorrent und Metalinks.
Weitere Funktionen sind Pausieren und Fortsetzen sowie gleichzeitiges Herunterladen und Segmentieren des Transfervorgangs zum Zweck der Beschleunigung.
Aria lässt sich über die Erweiterung FlashGot in die Mozilla-Webbrowser (Firefox, Mozilla Application Suite, SeaMonkey) integrieren.
Die Entwicklung des ursprünglichen Aria wurde im Dezember 2002 eingestellt. Seit dem 17. Februar 2006 wird die Anwendung unter der Bezeichnung aria2 als textbasierte Konsolenanwendung weiterentwickelt.